# Бонтан, Пьер
Пьер Бонтан  (фр. Pierre Bontemps; ок. 1505—1568) — скульптор раннего французского Ренессанса. Наряду с Жаном Гужоном, Лижье Ришье, Жерменом Пилоном является одним из выдающихся скульпторов эпохи.

## Биография
О жизни скульптора известно крайне мало. Пьер Бонтан начинал свою профессиональную деятельность в Фонтенбло, создавая копии и отливки в бронзе с античных статуй, находящихся в коллекции замка. В 1548 году архитектор Филибер Делорм привлёк Бонтана к работе над гробницей короля Франциска I в аббатстве Сен-Дени. Надгробие, созданное архитектором Делормом наподобие древнеримской триумфальной арки, венчают скульптурные изображения молящегося короля Франциска, его жены Клод Французской и их детей. Бонтан выполнил большую часть барельефов на цоколе гробницы с изображениями победы французов в битве при Мариньяно и при Черезоле. Под сводом арки надгробия с беспощадным реализмом изображены лежащие мёртвые тела короля и королевы. Это надгробие стало главным созданием скульптора.
Ему также принадлежат статуи короля, королевы Клод Французской, дофина, Людовика XII и его супруги, королевы Анны Бретонской на гробнице Людовика в базилике Сен-Дени.
Другой вариант скульптурного надгробия Бонтан создал в памятнике капитану дворцовой стражи Шарлю де Маньи (около 1556 г. скульптуры надгробия ныне хранятся в Лувре).
Творчество Пьера Бонтана относится не к антикизирующему течению искусства французского Ренессанса, представленному выдающимися произведениями Жана Гужона, а к портретно-натуралистическому, отчасти продолженному Жерменом Пилоном.

## Галерея

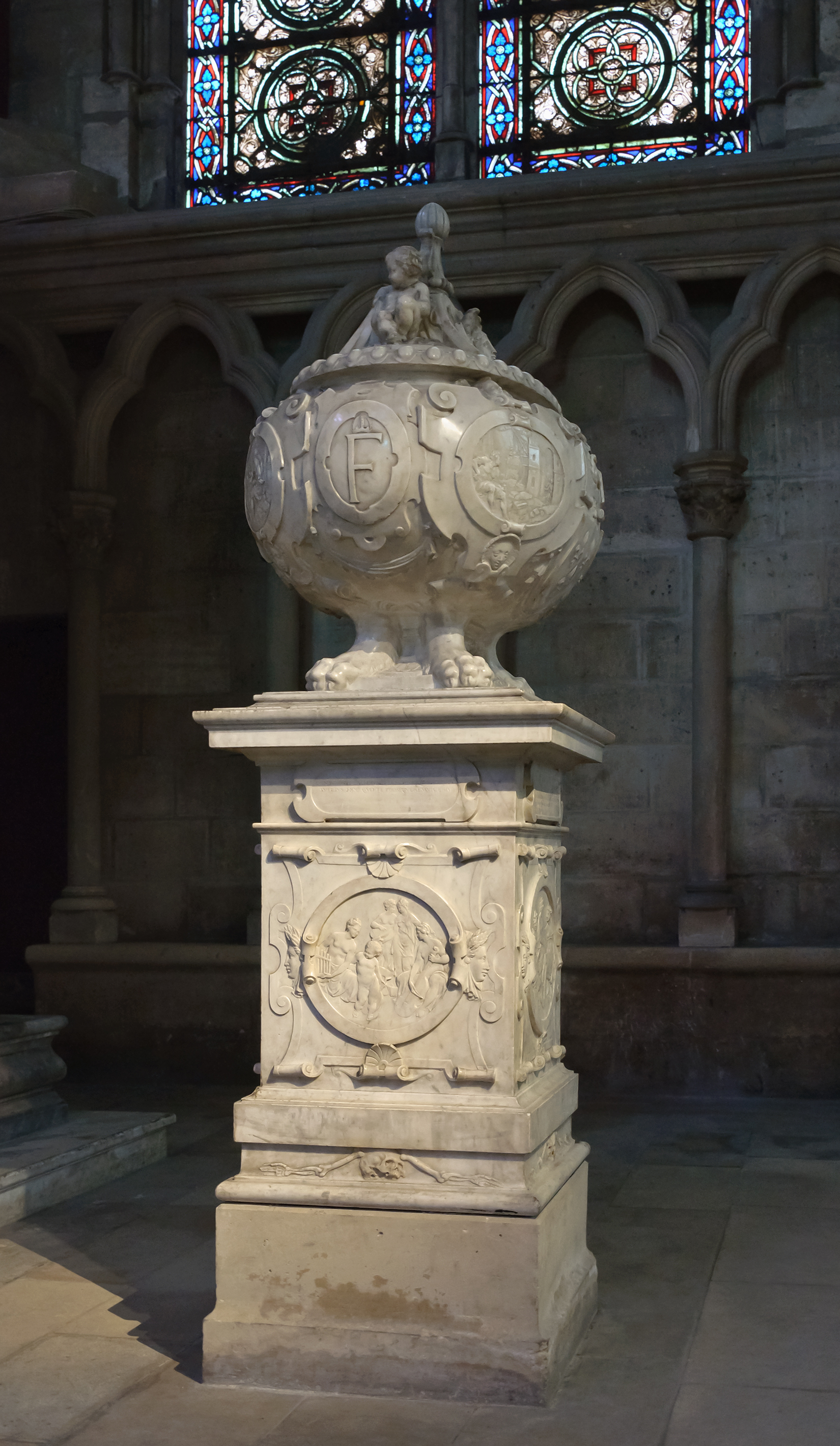
Памятник сердца Франциска I. 1556. Мрамор. Базилика Сен-Дени
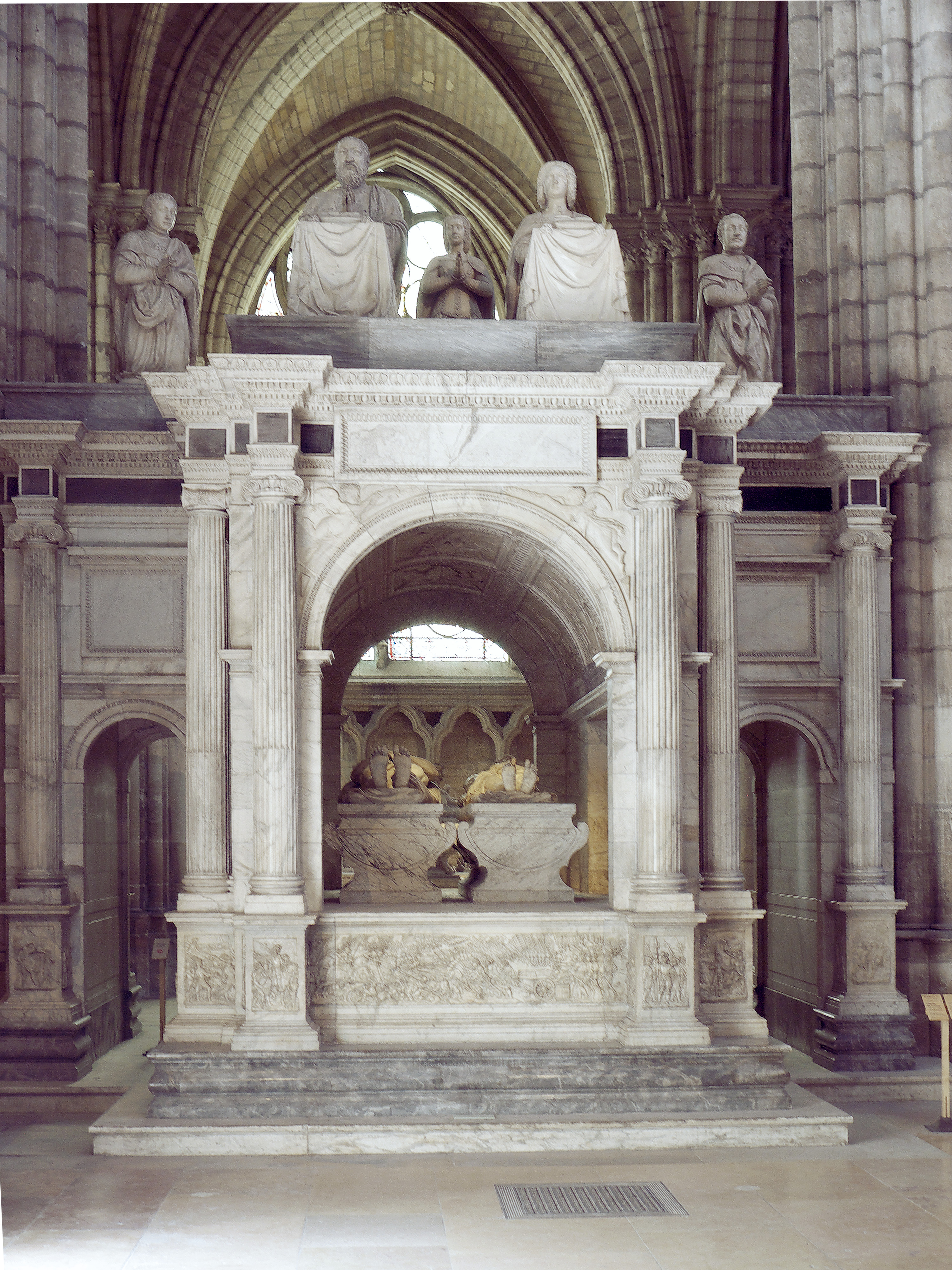
Надгробие Франциска I и Клод Французской. Архитектор Ф. Делорм. 1558. Базилика Сен-Дени
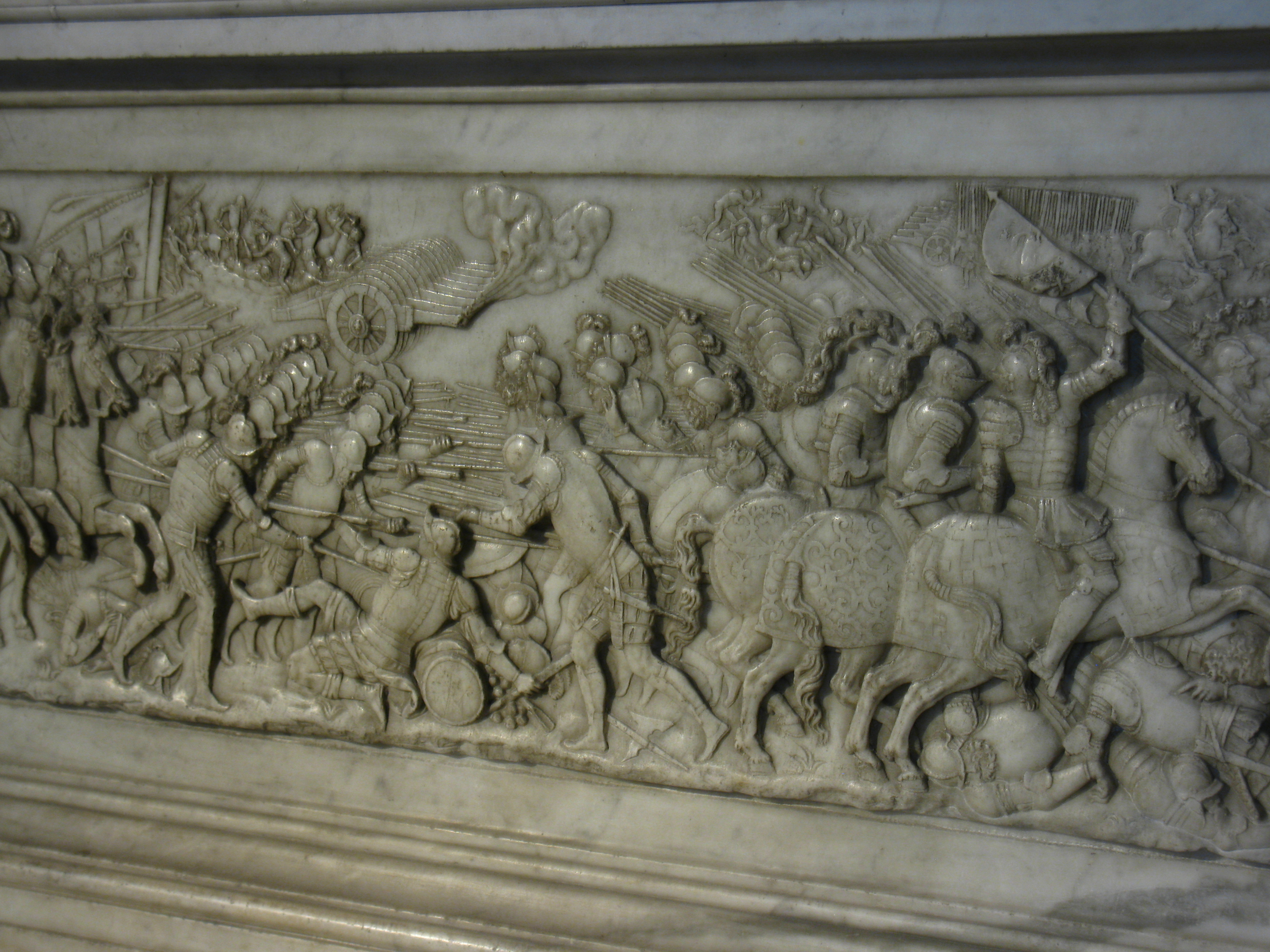
Битва при Черезоле. Барельеф цоколя надгробия
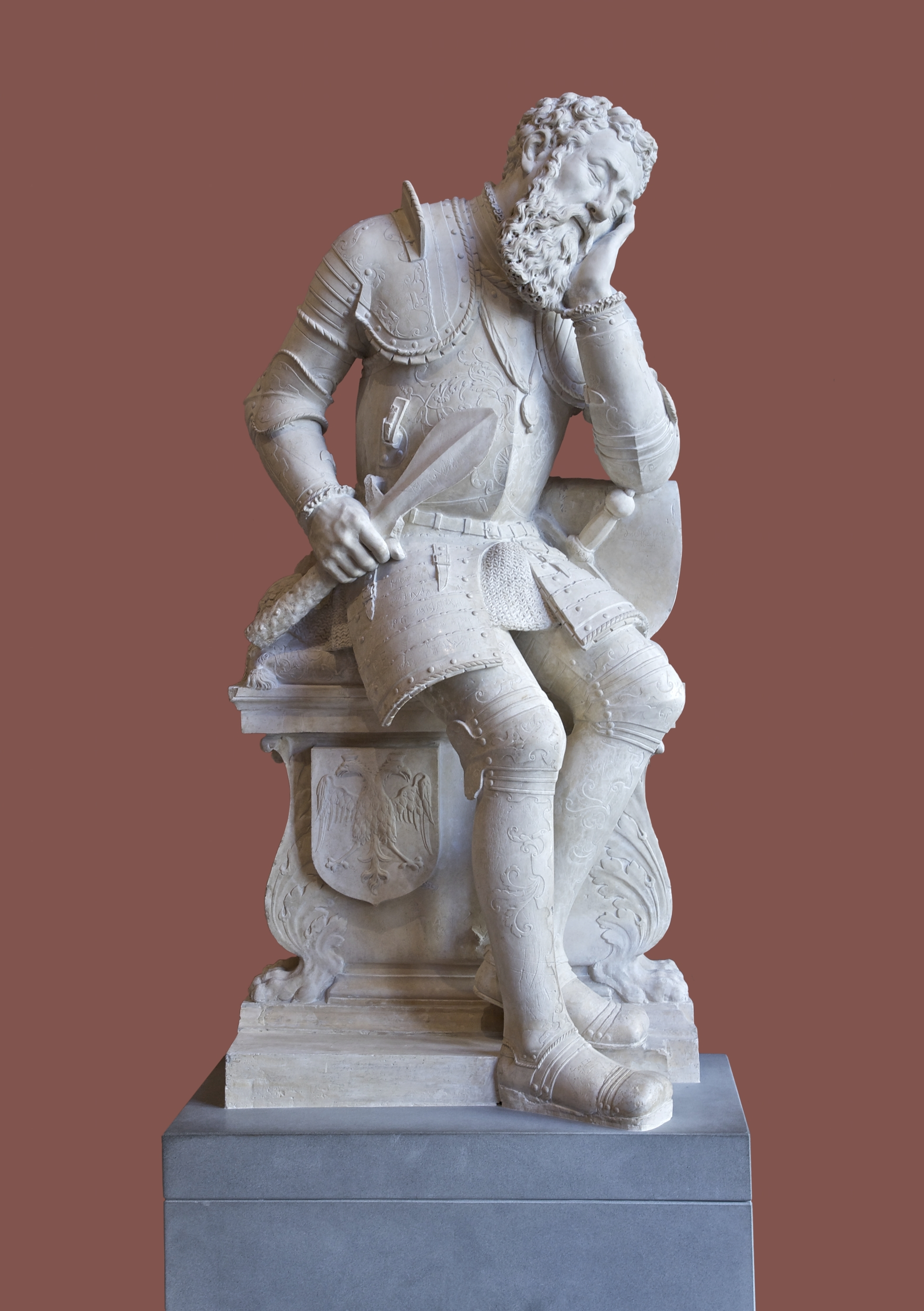
Надгробие Шарля де Маньи. Ок. 1556. Камень. Лувр, Париж
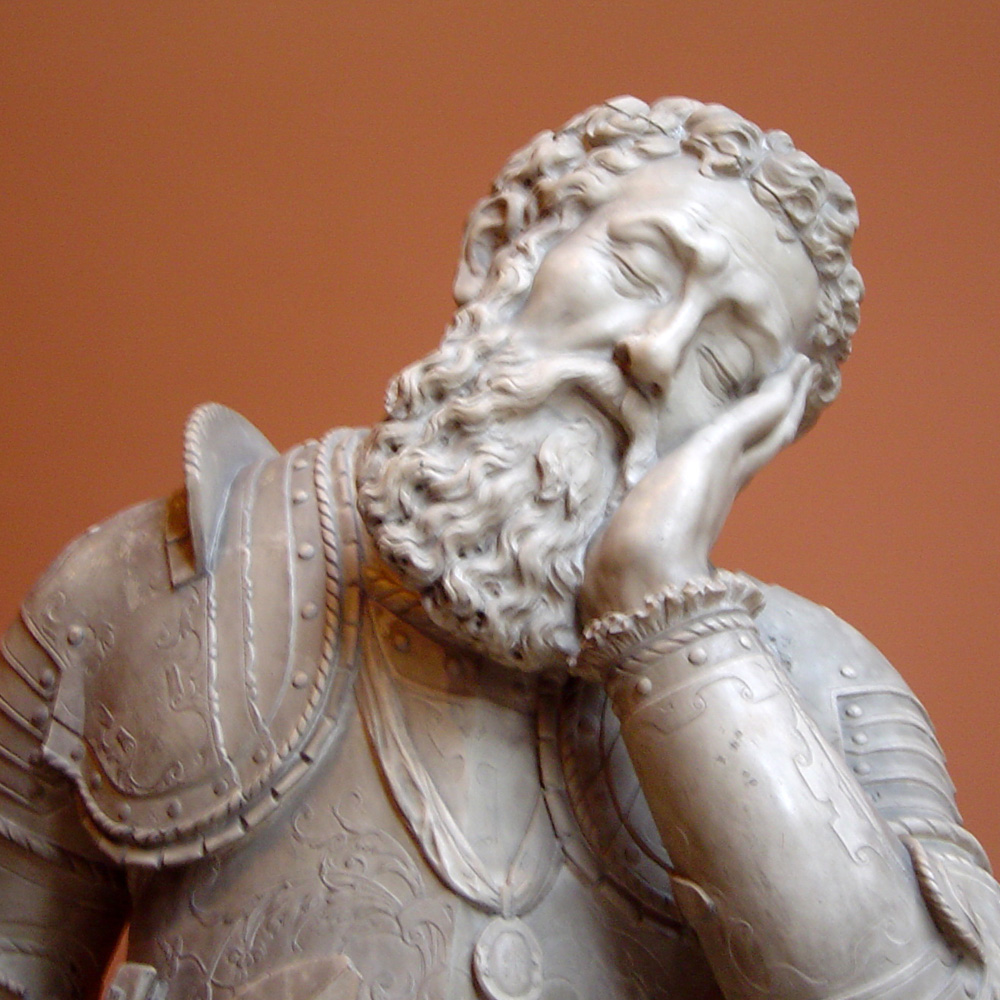
Надгробие Шарля де Маньи. Деталь